# Ilog (Fluss)
Der Ilog (eng.: Ilog River) ist ein Fluss in der Provinz Negros Occidental auf den Philippinen. Er entspringt in den zentralen Gebirgen im Südwesten der Insel Negros. Der Fluss mündet in der Nähe der Gemeinde Ilog in den Golf von Panay. Der Ilog hat eine Länge von 124 km und ein Wassereinzugsgebiet von 1.945 km², zu dem unter anderem die Gemeinden Ilog, Cantoni und Kabankalan City gezählt werden. Sein wichtigster Nebenfluss ist der Hilabangan, der 25 km vor der Mündung des Ilogs sich mit ihm vereint. 
Im Mündungsbereich bildet der Fluss ein ca. 50 km² großes Flussdelta aus, das mit großen Mangrovenwäldern, denen im Küstenbereich große Wattflächen vorgelagert sind, bewachsen ist. Das Delta wird auch genutzt für die Errichtung von Aquakulturen und umfassen auch Flächen zum Anbau von Reis. Das Delta des Ilogs ist ein wichtiger Rastplatz für Zugvögel auf den Weg in ihre Überwinterungsgebiete. Es wurden in den Gewässern des Ilogs insgesamt 39 Arten von Fischen registriert, von denen 36 befischt werden. Es wurden weiterhin 17 Arten von Schnecken, 20 Arten von Muscheln, 22 Arten von Krebsen, eine Art der Käferschnecke und eine Art der Armfüßer aufgezeichnet.    
Die Region, in der der Fluss liegt, weist ein tropisch-schwüles Klima auf mit zwei ausgeprägten Jahreszeiten. Die Trockenzeit in der Region ist von November bis April, den Rest des Jahres fallen zum Teil starke Niederschläge. Im Quellgebiet Hilabangan-Rivers liegt das Ilog-Hilabangan Watershed Forest Reserve, in dem viele endemische Tierarten leben.